# 内村圭一
内村 圭一（うちむら けいいち、1951年 - ）は日本の情報工学者、専門は図書館情報学や人文社会情報学、社会システム工学など。元熊本大学教授。

## 経歴
熊本県出身。熊本県立玉名高等学校を経て熊本大学工学部を卒業した。その後、東北大学大学院で学び、工学博士号を授与されている。
熊本大学工学部の教員となり、講師や助教授などを歴任後、熊本大学工学部の教授となった。
最終ポストは熊本大学大学院先端科学研究部知能情報工学専攻部門の教授だった。
2017年3月に定年を迎え、熊本大学を退官した。
また、2014年には電子情報通信学会から論文賞を受けている。